# 卡利尼夫卡 (克吉奇夫卡區)
49°14′53″N 35°45′0″E / 49.24806°N 35.75000°E
卡利尼夫卡（烏克蘭語：Калинівка），是烏克蘭東部的村莊，隸屬哈爾科夫州的別列斯京區。該村始建於1920年，面積2.22平方公里，海拔高度140米，2001年人口503，人口密度每平方公里226.2人。